# 小菅国安
小菅 国安（こすげ くにやす、1945年4月9日 -  ）は、日本の経営者。伊勢丹創業4代目社長を務めた。

## 来歴・人物
東京都出身。1968年に慶應義塾大学経済学部を卒業。アメリカのオハイオ州デ二ソン大学大学院経営学科とニューヨーク州シラキュース大学大学院経営学科での留学を経て、1972年1月に三菱銀行に入行。1979年2月に伊勢丹取締役に就任し、1981年10月に常務を経て、1984年2月に社長に就任。1993年3月に名誉会長に就任し、1996年6月から特別顧問を務めた。